# Medetomidine
Medetomidine là một loại thuốc tổng hợp được sử dụng như một thuốc gây mê phẫu thuật và giảm đau. Nó thường được sử dụng như muối hydroclorua, medetomidine hydrochloride, một chất rắn màu trắng tinh thể. Nó là một chất chủ vận adrenergic α2  có thể được dùng dưới dạng dung dịch thuốc tiêm tĩnh mạch với nước vô trùng.
Nó được phát triển bởi Orion Pharma.  Nó được chấp thuận cho chó ở Hoa Kỳ, và được phân phối tại Hoa Kỳ bởi Pfizer Animal Health và Novartis Animal Health ở Canada dưới tên sản phẩm là Domitor. Các chất chủ vận alpha-hai khác được sử dụng trong thú y bao gồm xylazine và detomidine, nhưng việc sử dụng chúng ít phổ biến hơn trong phẫu thuật động vật nhỏ. Sản phẩm được bán trên thị trường là một hỗn hợp racemic của hai đồng phân lập thể; dexmedetomidine là đồng phân có tác dụng hữu ích hơn, và hiện được bán trên thị trường với tên Dexdomitor. Dạng cơ sở miễn phí của medetomidine được bán dưới dạng Selektope để sử dụng làm chất chống nấm mốc trong sơn biển .

## Sử dụng trong thú y
Trong gây mê thú y, medetomidine thường được sử dụng kết hợp với opioids (butoranol, buprenorphin, v.v.) làm tiền đề (trước khi gây mê toàn thân) ở chó và mèo khỏe mạnh. Nó có thể được đưa ra bằng cách tiêm bắp (IM), tiêm dưới da (SC) hoặc tiêm tĩnh mạch (IV). Khi truyền tĩnh mạch, một liều giảm đáng kể được sử dụng. Một số tác giả đề xuất một tuyến dưới lưỡi cũng có hiệu quả. Nó không được khuyến cáo cho bệnh nhân tiểu đường, nó chống chỉ định ở những bệnh nhân mắc bệnh tim. Do tác dụng an thần mạnh của nó, nó thường được sử dụng ở những động vật hung dữ hơn, trong đó sự kết hợp thuốc với tác dụng ít hơn (như acepromazine cộng với opioid, hoặc opioid cộng với một loại thuốc benzodiazepine) sẽ không cho phép sử dụng thuốc gây cảm ứng mà không có nguy cơ bác sĩ thú y. Vì vậy, việc sử dụng các chất chủ vận alpha-hai chỉ được khuyến nghị ở động vật khỏe mạnh.
Sau khi dùng, thuốc co mạch ngoại vi và nhịp tim chậm được ghi nhận. Thông thường, liều lượng của các tác nhân gây cảm ứng (ví dụ propofol) có thể giảm mạnh, cũng như thể tích khí anasthetic (ví dụ halothane, isoflurane, sevoflurane) được sử dụng để duy trì gây mê toàn thân.
Đôi khi, nó được sử dụng kết hợp với butoranol và ketamine (đã cho IM) để tạo ra sự gây mê toàn thân trong thời gian ngắn ở những con mèo khỏe mạnh nhưng dễ gãy sẽ không cho phép sử dụng thuốc cảm ứng tiêm tĩnh mạch. Nó cung cấp một mức độ thư giãn cơ bắp tốt, một yếu tố quan trọng trong các giao thức anethesia dựa trên ketamine.
Medetomidine cũng đã được sử dụng kết hợp với morphin (hoặc methadone), lidocaine và ketamine trong giảm đau truyền tĩnh mạch liên tục trong răng nanh. Nó thường được sử dụng trong cái gọi là microdoses cho tác dụng giảm đau này.
Người ta cho rằng họ thuốc này có một mức độ hành động giảm đau, mặc dù điều này là, so với tác dụng an thần, nhỏ.
Tác dụng của nó có thể được đảo ngược bằng cách sử dụng atipamezole (được phân phối dưới dạng Antisedan bởi Pfizer). IV sử dụng atipamezole không được cấp phép, IM là con đường ưa thích. Yohimbine cũng có thể được sử dụng trong tình huống khẩn cấp, nhưng không được cấp phép.

## Sử dụng trong sơn biển
Medetomidine có thể được sử dụng như một chất chống nấm mốc trong sơn biển. Nó chủ yếu có hiệu quả chống lại các con vượn, nhưng cũng cho thấy hiệu quả đối với sự ô nhiễm cứng khác như giun ống. Khi ấu trùng cyprid bắt gặp một bề mặt có chứa medetomidine, phân tử tương tác với thụ thể octopamine trong ấu trùng. Điều này khiến ấu trùng định cư tăng cú đá của nó lên hơn 100 cú đá mỗi phút, khiến việc trở nên không thể thực hiện được. Khi ấu trùng bơi ra khỏi bề mặt, hiệu ứng sẽ biến mất (hiệu ứng đảo ngược). Ấu trùng lấy lại chức năng tiếp xúc trước và có thể định cư ở một nơi khác.